# Dino Ballacci
Dino Ballacci (Bologna, 24 mei 1924 – Imola, 6 augustus 2013) was een Italiaans profvoetballer en voetbaltrainer.

## Spelerscarrière
In 1945 begon hij te spelen bij Bologna FC 1909. Op 10 maart 1947 maakte hij zijn debuut in de Serie A in een met 1-2 gewonnen wedstrijd tegen SSC Venezia. Hij speelde tot 1957 het recordaantal van 306 wedstrijden voor die club en scoorde acht keer. De verdediger vertrok naar Calcio Lecco 1912 en speelde daar 28 duels, waarin hij eenmaal tot scoren kwam. Vervolgens sloot hij zijn loopbaan af bij SSD Sporting Lucchese en Calcio Portogruaro-Summaga. Hij speelde zijn enige interland voor Italië in 1954 tegen Egypte. De vriendschappelijke interland werd met 5-1 gewonnen.

## Trainerscarrière
Ballacci was ook als voetbalcoach werkzaam. Hij werkte onder meer bij de volgende clubs: AC Reggiana 1919, FC Catanzaro, US Alessandria Calcio 1912 en AC Arezzo. In 1988 ging hij met pensioen.
Het clubicoon van Bologna FC overleed in 2013 op 89-jarige leeftijd.